# ایران در بازی‌های جهانی ساحلی ۲۰۱۹
ایران در اولین دوره بازی‌های جهانی ساحلی در دوحه، قطر از ۱۲ تا ۱۶ اکتبر ۲۰۱۹ شرکت کرد. ایران با ۱۷ ورزشکار در ۴ رشته حضور یافت و موفق به کسب ۱ طلا و ۱ نقره و ۱ برنز شد.

## شرکت‌کنندگان
| تعداد ورزشکاران و رویدادهای آن‌ها در بازی‌ها: \| ورزش \| مردان \| زنان \| مجموع \| \| ------------ \| ----- \| ---- \| ----- \| \| فوتبال ساحلی \| ۱۲ \| ۰ \| ۱۲ \| \| Bouldering \| ۱ \| ۱ \| ۲ \| \| کاتای کاراته \| ۱ \| ۱ \| ۲ \| \| کشتی ساحلی \| ۱ \| ۰ \| ۱ \| \| کل \| ۱۵ \| ۲ \| ۱۷ \| |       |      |       |
| ورزش | مردان | زنان | مجموع |
| فوتبال ساحلی | ۱۲    | ۰    | ۱۲    |
| Bouldering | ۱     | ۱    | ۲     |
| کاتای کاراته | ۱     | ۱    | ۲     |
| کشتی ساحلی | ۱     | ۰    | ۱     |
| کل | ۱۵    | ۲    | ۱۷    |

## مدال‌آوران
ورزشکارانی که موفق به کسب مدال شدند:
| مدال | ورزشکار                    | رویداد       |
| ---- | -------------------------- | ------------ |
| طلا  | پویا رحمانی                | کشتی ساحلی   |
| نقره | فاطمه صادقی                | کاتای کاراته |
| برنز | تیم ملی فوتبال ساحلی ایران | فوتبال ساحلی |